# Гечбург
Гечбург (нім. Hetschburg) — громада в Німеччині, розташована в землі Тюрингія. Входить до складу району Ваймарер-Ланд. Складова частина об'єднання громад Меллінген.
Площа — 2,71 км2. Населення становить 245 ос. (станом на 31 грудня 2021).

## Галерея

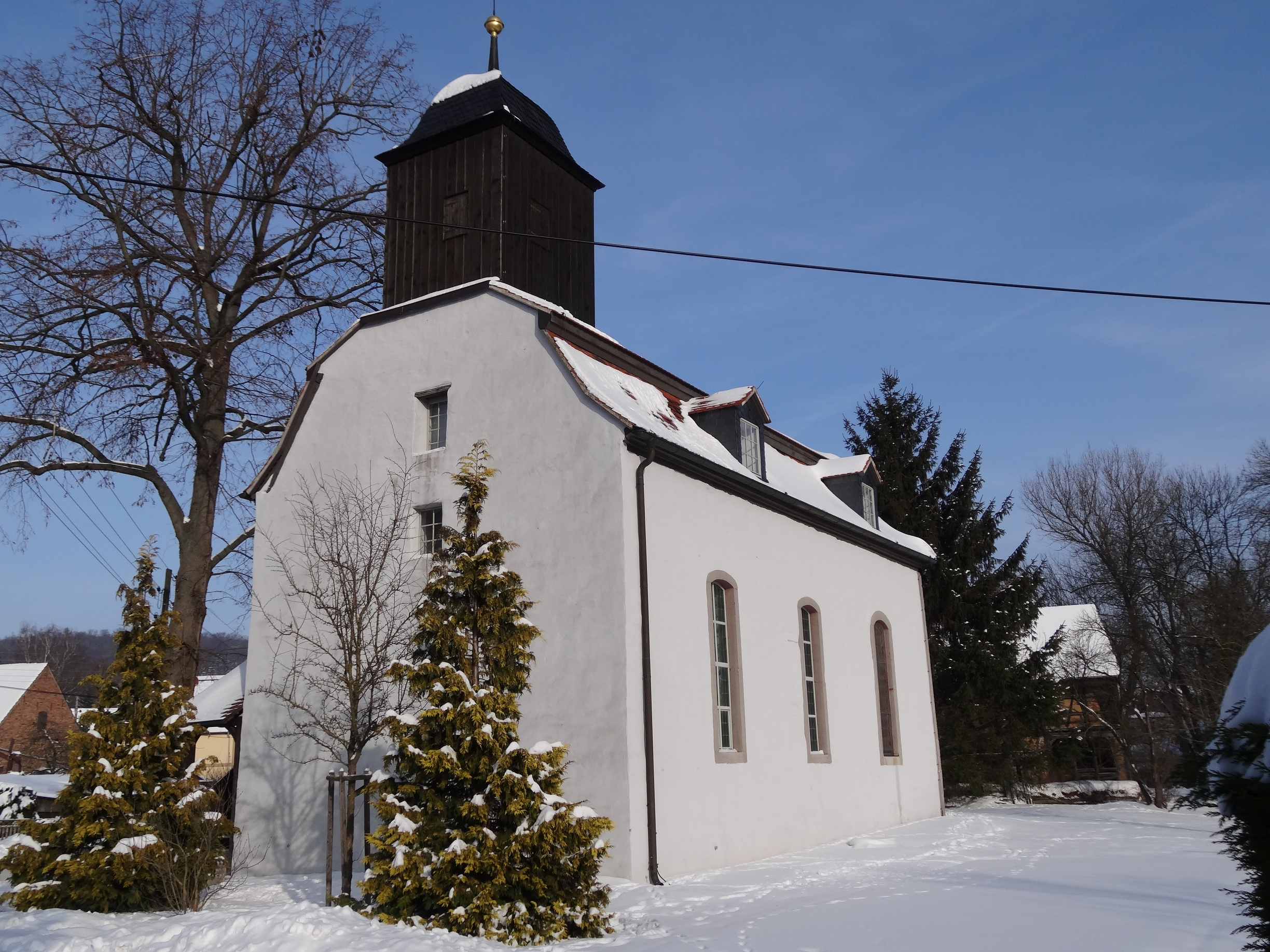
links